# Tamworth FC
Tamworth FC is een Engelse voetbalclub uit Tamworth, Staffordshire. De club werd in 1933 opgericht nadat de vorige club uit het dorp Tamworth Castle FC opgeheven werd.
Het team won onder de leiding van Graham Smith de FA Vase in 1989 met een 3-0-overwinning op Sudbury Town. In 2003 werd de club kampioen van de Southern League en promoveerde zo door naar de Conference National.
Erg goed scoorde de club nog niet in de Conference. In 2005/06 haalde de club de 3de ronde van de FA Cup, hun beste prestatie ooit. League clubs AFC Bournemouth en Hartlepool United werden op eigen veld met 1-2 verslagen in de eerste en tweede ronde.
In de derde ronde wachtte tweedeklasser Stoke City en in hun Britannia Stadium werd het 0-0 zodat er een replay kwam in het Lamb Ground stadion van Tamworth. Daar werd het 1-1 na 90 minuten en kwam er een verlenging. Uiteindelijk beslisten de penalty's het duel en Tamworth verloor nipt met 4-5. In de competitie ging het minder goed en de club eindigde op een degradatieplaats maar werd gered nadat Canvey Island FC zich terugtrok.
Ook in het seizoen 2006/07 werd de derde ronde van de FA Cup behaald. Eerst werden twee competitiegenoten uit de Conference opzij gezet (Burton Albion en Rushden & Diamonds, beiden met 1-2 op eigen veld). In de derde ronde wachtte Norwich City dat het vorige seizoen nog in de Premier League speelde en de club had geen genade voor Tamworth en won met 4-1. In 2009 promoveerde Tamworth naar de Conference National, waar de club tot 2014 speelde. In 2019 zakte de club naar de Southern Football League Premier Division. In 2023 keerde Tamworth na een kampioenschap terug naar National League North. Een jaar later werd de ploeg andermaal kampioen en promoveerde het naar de National League.

## Erelijst
Competitie
- Conference North / National League North (niveau 6)
  - Kampioen: 2008/09, 2023/24
- Southern Football League Premier Division (niveau 7)
  - Kampioen: 2002/03, 2022/23
- Southern Football League Division One Midlands
  - Kampioen: 1996/97
- West Midlands (Regional) Football League
  - Kampioen: 1963/64, 1965/66, 1971/72, 1987/88

Beker
- FA Trophy
  - Runners-up: 2002/03
- FA Vase
  - Winnaar: 1988–89

## Bekende spelers
| 1970s - Barry Barnes (Verdediger) - Ian Hall (Verdediger) - Dave Seedhouse (Middenvelder) - Graham Jessop (Aanvaller) - Tommy Morrow (Aanvaller) | 1980s - Dale Belford (Doelman) - Bobby Atkins (Verdediger) - Steve Cartwright (Verdediger) - Corrigan Lockett (Verdediger) - Martin Devaney (Middenvelder) - Martin Finn (Middenvelder) - Martin Myers (Middenvelder) - Alan Buckley (Aanvaller) - John Gayle (Aanvaller) - Andy Maddocks (Aanvaller) - Ian Moores (Aanvaller) - Carl Rathbone (Aanvaller) - Mark Stanton (Aanvaller) | 1990s - Darren Acton (Doelman) - Tony Coton (Doelman) - Neil Cutler (Doelman) - Richard Follett (Verdediger) - Darren Grocutt (Verdediger) - Paul Hatton (Verdediger) - Jon Howard (Verdediger) - Rob Mutchell (Verdediger) - Rob Warner (Verdediger) - Nick Colley (Middenvelder) - Paul Devlin (Middenvelder) - David Foy (Middenvelder) - Tim Steele (Middenvelder) - Julian Alsop (Aanvaller) - Mark Hallam (Aanvaller) - Warren Haughton (Aanvaller) - Gary Smith (Aanvaller) | 2000s - Akwasi Asante (Aanvaller) - Ryan Price (Doelman) - Phil Whitehead (Doelman) - Aaron Brown (Verdediger) - Matt Redmile (Verdediger) - Scott Stamps (Verdediger) - Jude Stirling (Verdediger) - Steve Walsh (Verdediger) - Mark Cooper (Middenvelder) - Marcus Ebdon (Middenvelder) - Paul Merson (Middenvelder) - Gary Mills (Middenvelder) - Nicky Summerbee (Middenvelder) - Carl Heggs (Aanvaller) - Tommy Johnson (Aanvaller) - Norman Sylla (Aanvaller) - Bob Taylor (Aanvaller) |

Aldershot Town ·
Altrincham ·	
Barnet ·
Boston United ·
Braintree Town · 
Dagenham & Redbridge ·
Eastleigh ·
Ebbsfleet United ·
Forest Green Rovers ·
Fylde ·
Gateshead · 
Halifax Town · 
Hartlepool United ·
Maidenhead United ·
Oldham Athletic · 
Rochdale ·
Solihull Moors ·
Southend United ·
Sutton United ·
Tamworth ·
Wealdstone ·
Woking ·
Yeovil Town ·
York City